# Carlo Felice Nicolis Robilant
Carlo Felice Nicolis Robilant, född 26 augusti 1826 i Turin, död 17 oktober 1888, var en italiensk diplomat, militär, statsman och greve.
Robilant deltog som ung officer i slaget vid Novara 1849, där han förlorade vänstra handen, samt avancerade under kriget 1859-1860 till major, 1861 till överstelöjtnant i generalstaben och 1866 till generalmajor. Han blev 1867 prefekt i Ravenna, 1871 envoyé och 1876 ambassadör i Wien samt var 1885-1887 utrikesminister. I juni 1888 blev han ambassadör i London, men endast några månader senare avled han. 
Robilant stod genom släktskapsförbindelser såväl preussisk som österrikisk högadel nära samt arbetade länge för Italiens närmande till Tyskland och Österrike-Ungern, med vilka han 1887 förnyade den så kallade trippelalliansen.